# Посальдес
Посальдес (ісп. Pozaldez) — муніципалітет в Іспанії, у складі автономної спільноти Кастилія-і-Леон, у провінції Вальядолід. Населення — 573 особи (2010).
Муніципалітет розташований на відстані близько 140 км на північний захід від Мадрида, 32 км на південь від Вальядоліда.

## Демографія
Динаміка населення (INE ):